# جاستن شونجا
جاستن شونجا (5 نوفمبر 1996 - 30 يونيو 2024) هو لاعب كرة قدم زامبي لعب في مركز المهاجم لعب سابقاً في النادي الإسماعيلي ونادي نجران السعودي.

## روابط خارجية
- جاستن شونجا على موقع قاعدة بيانات كرة القدم.إي يو (الإنجليزية)
- جاستن شونجا على موقع ناشيونال فوتبول تيمز (الإنجليزية)
- جاستن شونجا على موقع Soccerway.com (الإنجليزية)
- جاستن شونجا على موقع عالم كرة القدم.نت (الإنجليزية)